# نانو لمینت
نانولمینت، ساخت موادی است که به‌طور کامل متراکم شده‌اند، دانه‌های بسیار ریز جامدی که یک تضاد بالا از عیوب سطحی را نشان می‌دهند. ویژگی‌های نانولمینت‌ها به ترکیب و ضخامت آن‌ها بستگی دارد.

## ساخت
نانولمینت‌ها می‌توانند از طریق روش‌های ته‌نشینی اتم به اتم که با انباشته کردن‌های متوالی متفاوت و ضخامت لایه متفاوت طراحی شده‌اند، ساخته شوند.

### کاهش (احیا) الکترولیتی
احیا الکترولیتی به ما اجازه ساخت فلزات و آلیاژهای فلزات با ضخامت میکرومتر(m{\displaystyle \mu }) می‌دهد. از آن می‌توان برای ساخت آلیاژهایی با ویژگی‌های بهبود یافته‌ای مانند سختی، استحکام، خصوصیات گرمایی و خوردگی استفاده کرد که در سطوح نانولایه‌ها کاربرد دارد. آن‌ها در حمام‌هایی که شامل تعدادی یون عنصر فلزی است، ساخته می‌شوند. با تغییر عنصر کنونی به عنصری دیگر در زمان‌های دقیق، ساختار لایه‌ای ایجاد می‌گردد. پوششی به ماکزیمم ضخامت یک سانتی‌متر ساخته می‌شود.

سلول الکترولیتی

ادعا شده‌است که ویژگی‌های مثبت مواد گران‌قیمت را در قیمتی بسیار ارزان ارائه می‌دهد؛ چون می‌توان آن‌ها را با موادی ارزان پوشش داد که ویژگی‌های موردنیاز مانند استحکام را دارا هستند.
ساخت تجاری آن در سال ۲۰۱۰ را شرکت جدیدی به نام Modumetal، معرفی کرد.

### چگالش (رسوب) لایه اتمی (ALD)

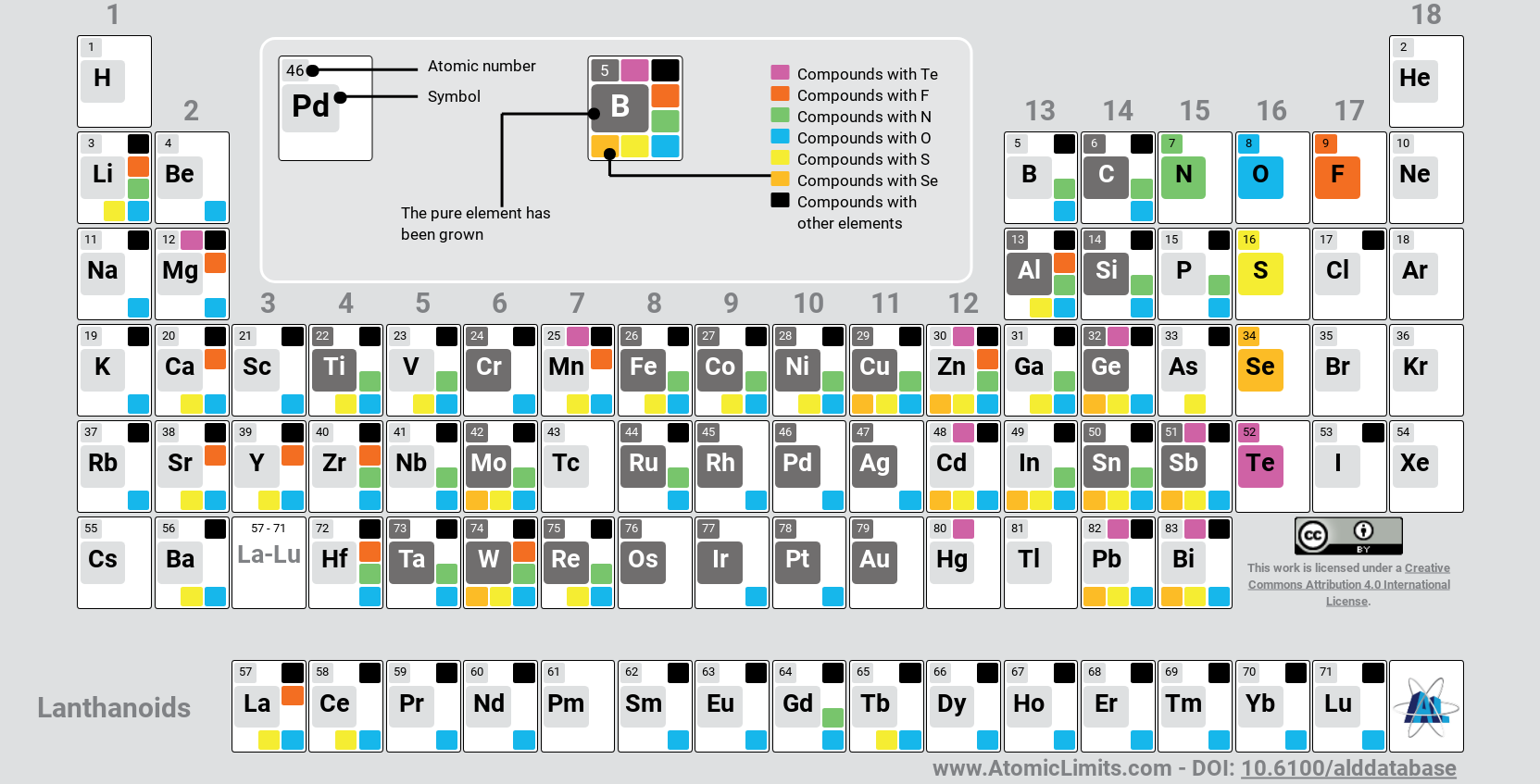
جدول عناصر ترکیب شده با ALD

تعداد بسیار زیادی اکسیدهای فیلم نازک هیبرید می‌توانند از طریق چگالش (رسوب) لایه اتمی با خواص فیزیک، شیمیایی و الکتریکی منحصر به فرد ساخته شوند. برای مثال، یک لایه اکسید سخت می‌تواند با یک لایه اکسید نرم بیشتر پوشانده شود تا یک بافت سطحی مورد نیاز آماده شود. خصوصیات همچنین می‌توانند به دمای چگالش و لایه ای که نانولمینت در آن قرار می‌گیرد، بستگی داشته باشد.

### عملکرد
در تست اتوکلاو، بعضی آلیاژهای نانولمینت ۸ برابر مقاومت بیشتر نسبت به فولادهای کربنی در برابر تنزل را نشان می‌دهند. حتی در بعضی موارد، هیچ تنزلی دیده نمی‌شود.

## کاربردها
کاربرد شامل بهره بردن از خصوصیات مکانیکی بهبود یافته یا برای دستگاه‌هایی مانند ذخیره (انبار) انرژی و خازن‌های حافظه‌دار.

### نفت و گاز
مقاومت در برابر خوردگی، سازه لوله‌ها و قاب‌گذاری‌ها برای زیرساخت‌ها در صنعت نفت و گاز مهم هستند. لوله‌ها و قاب‌گذاری‌ها موضوعاتی هستند برای شرایط کاملاً تهاجمی، به‌کارگیری عملگرها در سراسر حالت فوق‌العاده و تفاوت‌های فشار ساختی، در دمای بال و در محیط‌های با خوردگی زیاد که هیدروژن‌سولفید ({\displaystyle {\ce {H2S}}})، کربن دی‌اکسید({\displaystyle {\ce {CO2}}}) و کلراید.

### الکترونیک
دی‌الکتریکهای نانولمینت می‌توانند ضریب دی‌الکتریک کارآمدو مؤثری و ویژگی عایقی بالایی داشته باشند. مواد دی‌الکتریک با ضریب‌های دی‌الکتریک بزرگ می‌توانند به صورت اکسیدهای یکی، دوتایی و پروسکایت ساخته شوند.